# Giro del Veneto
Giro del Veneto je jednodenní mužský cyklistický závod konaný v Itálii. Běžně se pořádá na začátku září v benátském regionu. Poslední ročník (2023) vyhrál Francouz Dorian Godon.

## Seznam vítězů
| Rok        | Země           | Jezdec               | Tým                                 |
| ---------- | -------------- | -------------------- | ----------------------------------- |
| 1909       | Itálie         | Luigi Pogliani       | individuálně                        |
| 1910– 1911 | Nejelo se      | Nejelo se            | Nejelo se                           |
| 1912       | Itálie         | Giovanni Roncon      | Ranella                             |
| 1913– 1921 | Nejelo se      | Nejelo se            | Nejelo se                           |
| 1922       | Itálie         | Alfredo Sivocci      | Legnano–Pirelli                     |
| 1923       | Itálie         | Costante Girardengo  | Maino                               |
| 1924       | Itálie         | Costante Girardengo  | Maino                               |
| 1925       | Itálie         | Costante Girardengo  | Wolsit–Pirelli                      |
| 1926       | Itálie         | Costante Girardengo  | Wolsit–Pirelli                      |
| 1927       | Itálie         | Alfonso Piccin       | Christophe–Hutchinson               |
| 1928       | Itálie         | Alfredo Binda        | Legnano-Torpedo                     |
| 1929       | Itálie         | Aldo Canazza         | individuálně                        |
| 1930       | Itálie         | Aldo Canazza         | Paletti                             |
| 1931– 1933 | Nejelo se      | Nejelo se            | Nejelo se                           |
| 1934       | Itálie         | Aldo Canazza         | Gloria                              |
| 1935       | Itálie         | Vasco Bergamaschi    | Maino–Girardengo                    |
| 1936       | Itálie         | Renato Scorticati    | Maino                               |
| 1937       | Nejelo se      | Nejelo se            | Nejelo se                           |
| 1938       | Itálie         | Secondo Magni        | Legnano                             |
| 1939       | Itálie         | Adolfo Leoni         | Bianchi                             |
| 1940       | Nejelo se      | Nejelo se            | Nejelo se                           |
| 1941       | Itálie         | Fausto Coppi         | Legnano                             |
| 1942       | Itálie         | Pierino Favalli      | Legnano                             |
| 1943– 1944 | Nejelo se      | Nejelo se            | Nejelo se                           |
| 1945       | Itálie         | Luigi Casola         | individuálně                        |
| 1946       | Nejelo se      | Nejelo se            | Nejelo se                           |
| 1947       | Itálie         | Fausto Coppi         | Bianchi                             |
| 1948       | Itálie         | Luciano Maggini      | Wilier Triestina                    |
| 1949       | Itálie         | Fausto Coppi         | Bianchi–Ursus                       |
| 1950       | Itálie         | Luigi Casola         | Atala–Pirelli                       |
| 1951       | Itálie         | Antonio Bevilacqua   | Benotto–Ursus                       |
| 1952       | Itálie         | Adolfo Grosso        | Benotto–Fiorelli                    |
| 1953       | Itálie         | Fiorenzo Magni       | Ganna–Ursus                         |
| 1954       | Itálie         | Luciano Maggini      | Atala–Pirelli                       |
| 1955       | Itálie         | Adolfo Grosso        | Atala–Pirelli                       |
| 1956       | Itálie         | Giorgio Albani       | Legnano                             |
| 1957       | Itálie         | Angelo Conterno      | Bianchi–Pirelli                     |
| 1958       | Itálie         | Adriano Zamboni      | Torpado                             |
| 1959       | Itálie         | Rino Benedetti       | Ghigi–Ganna                         |
| 1960       | Itálie         | Diego Ronchini       | Bianchi                             |
| 1961       | Itálie         | Nino Defilippis      | Carpano                             |
| 1962       | Španělský stát | Angelino Soler       | Ghigi                               |
| 1963       | Itálie         | Italo Zilioli        | Carpano                             |
| 1964       | Itálie         | Italo Zilioli        | Carpano                             |
| 1965       | Itálie         | Michele Dancelli     | Molteni                             |
| 1966       | Itálie         | Michele Dancelli     | Molteni                             |
| 1967       | Itálie         | Luciano Galbo        | Max Meyer                           |
| 1968       | Itálie         | Alberto Della Torre  | Filotex                             |
| 1969       | Itálie         | Giacomino Denti      | Scic                                |
| 1970       | Itálie         | Franco Bitossi       | Filotex                             |
| 1971       | Itálie         | Giancarlo Polidori   | Scic                                |
| 1972       | Itálie         | Enrico Paolini       | Scic                                |
| 1973       | Itálie         | Franco Bitossi       | Sammontana                          |
| 1974       | Belgie         | Roger De Vlaeminck   | Brooklyn                            |
| 1975       | Švýcarsko      | Roland Salm          | Zonca–Santini                       |
| 1976       | Itálie         | Alfio Vandi          | Magniflex–Torpado                   |
| 1977       | Itálie         | Giuseppe Saronni     | Scic                                |
| 1978       | Itálie         | Valerio Lualdi       | Bianchi–Faema                       |
| 1979       | Itálie         | Francesco Moser      | Sanson–Luxor TV                     |
| 1980       | Itálie         | Carmelo Barone       | Sanson–Campagnolo                   |
| 1981       | Itálie         | Giovanni Mantovani   | Hoonved–Bottecchia                  |
| 1982       | Itálie         | Pierino Gavazzi      | Atala–Campagnolo                    |
| 1983       | Dánsko         | Jesper Worre         | Sammontana–Campagnolo               |
| 1984       | Itálie         | Moreno Argentin      | Sammontana–Campagnolo               |
| 1985       | Itálie         | Claudio Corti        | Supermercati Brianzoli              |
| 1986       | Itálie         | Maurizio Rossi       | Ecoflam–Jolly–BFB                   |
| 1987       | Rakousko       | Gerhard Zadrobilek   | Supermercati Brianzoli–Chateau d'Ax |
| 1988       | Itálie         | Moreno Argentin      | Gewiss–Ballan                       |
| 1989       | Itálie         | Roberto Pagnin       | Malvor–Sidi                         |
| 1990       | Itálie         | Massimo Ghirotto     | Carrera Jeans–Vagabond              |
| 1991       | Itálie         | Roberto Pagnin       | Lotus–Festina                       |
| 1992       | Itálie         | Massimo Ghirotto     | Carrera Jeans–Vagabond              |
| 1993       | Itálie         | Maximilian Sciandri  | Motorola                            |
| 1994       | Itálie         | Gianluca Bortolami   | Mapei–CLAS                          |
| 1995       | Itálie         | Flavio Vanzella      | MG Maglificio–Technogym             |
| 1996       | Itálie         | Michele Bartoli      | MG Maglificio–Technogym             |
| 1997       | Nejelo se      | Nejelo se            | Nejelo se                           |
| 1998       | Itálie         | Davide Rebellin      | Polti                               |
| 1999       | Itálie         | Davide Rebellin      | Polti                               |
| 2000       | Itálie         | Davide Rebellin      | Liquigas–Pata                       |
| 2001       | Itálie         | Giuliano Figueras    | Ceramiche Panaria–Fiordo            |
| 2002       | Itálie         | Danilo Di Luca       | Saeco–Longoni Sport                 |
| 2003       | Itálie         | Cristian Moreni      | Alessio                             |
| 2004       | Itálie         | Gilberto Simoni      | Saeco                               |
| 2005       | Itálie         | Eddy Mazzoleni       | Lampre–Caffita                      |
| 2006       | Itálie         | Rinaldo Nocentini    | Acqua & Sapone                      |
| 2007       | Itálie         | Alessandro Bertolini | Diquigiovanni–Selle Italia          |
| 2008       | Itálie         | Francesco Ginanni    | Diquigiovanni–Androni               |
| 2009       | Itálie         | Filippo Pozzato      | Team Katusha                        |
| 2010       | Itálie         | Daniel Oss           | Liquigas–Doimo                      |
| 2011       | Nejelo se      | Nejelo se            | Nejelo se                           |
| 2012       | Itálie         | Oscar Gatto          | Farnese Vini–Selle Italia           |
| 2013– 2020 | Nejelo se      | Nejelo se            | Nejelo se                           |
| 2021       | Belgie         | Xandro Meurisse      | Alpecin–Fenix                       |
| 2022       | Itálie         | Matteo Trentin       | UAE Team Emirates                   |
| 2023       | Francie        | Dorian Godon         | AG2R Citroën Team                   |
| 2024       | Nový Zéland    | Corbin Strong        | Israel–Premier Tech                 |

### Vítězství dle zemí
| Vítězství | Země                                                    |
| --------- | ------------------------------------------------------- |
| 79        | Itálie                                                  |
| 2         | Belgie                                                  |
| 1         | Dánsko Francie Rakousko Španělsko Švýcarsko Nový Zéland |